# Malthodes ganglbaueri
Malthodes ganglbaueri là một loài bọ cánh cứng trong họ Cantharidae. Loài này được Fiori miêu tả khoa học năm 1905.